# 中國—斯洛伐克關係
中國—斯洛伐克關係是指中國和斯洛伐克之間的外交關係。

## 政治交流

绿色国家表示在1971年的投票中支持中华人民共和国恢复在联合国的合法席次，即《联合国大会2758号决议》，捷克斯洛伐克社会主义共和国投下赞成票。

中华人民共和国與天鵝絨分離前的捷克斯洛伐克於1949年10月6日建交。1993年1月1日，斯洛伐克独立后，中国即予以承认并与之建立大使级外交关系；同时双方商定，中国同原捷克斯洛伐克签署的条约和协定对斯洛伐克共和国继续有效，并将两国建交日定为中国与捷克斯洛伐克建交日的1949年10月6日。此后双边关系友好顺利发展。一些中国驻斯洛伐克大使在离职前也被斯洛伐克政府授予二级白色双十字勋章。
2008年，斯洛伐克总统伊万·加什帕罗维奇出席了北京奥运会开幕式。翌年，中国国家主席胡锦涛访问斯洛伐克，并会见了斯洛伐克的中国企业家代表团。

### 高层互访
近年来中国政要访问斯洛伐克的有：全国政协副主席叶选平（1994年8月）、国务院副总理兼外长钱其琛（1995年4月）、国务院副总理李岚清（2002年11月）、国务院总理温家宝（2005年12月）、全国人大常委会委员长张德江（2013年9月）、国务院副总理回良玉（2013年2月）、国务委员兼外交部长王毅（2019年7月）。
斯洛伐克政要访问中国的有：总理弗拉基米尔·梅恰尔（1994年2月）、国民议会主席、总统伊万·加什帕罗维奇（1995年9月、2008年8月和2010年9月）、总统科瓦奇（1996年4月）、外长哈姆日克（1997年5月）、文化部长胡德茨（1997年6月）、国民议会主席米加什（1999年10月）、文化部长克尼亚什科（2000年5月）、国民议会副主席赫鲁肖夫斯基（2002年1月）、总统鲁道夫·舒斯特（2003年1月）、副总理兼经济部长鲁斯科（2004年5月）、斯军总参谋长布利克（2006年11月）、外长库比什（2006年12月）、国防部长卡希茨基（2007年7月）、总理罗伯特·菲佐（2007年2月）、议长帕什卡（2008年11月）、最高法院院长哈拉宾（2010年5月和2013年1月）、副总理兼外长莱恰克（2015年2月、2016年7月、2018年7月和2019年4月）。

## 经贸合作关系
20世纪50年代，捷克斯洛伐克向中国无偿赠送可耕种10万亩土地的农业机械，用于装备现代化农场（今河北省沧州中捷友誼農場），并派出一批专家到中国传授机械技术和农业科技。
据中国海关统计，2019年，中斯贸易额达88.92亿美元，同比增长14.3%，斯洛伐克是中国在中东欧第四大贸易合作伙伴。中国对斯出口的主要产品包括液晶显示屏和车用往复式活塞发动机等。中国自斯进口产品主要为汽车产品。截至2019年末，中国对斯洛伐克直接投资存量8,274万美元。
| 年份   | 中国向斯出口 | 中国自斯进口 | 双方贸易总额 | 中国贸易顺差 |
| ------ | ------------ | ------------ | ------------ | ------------ |
| 2015年 | 279,509      | 223,730      | 503,238      | 55,779       |
| 2016年 | 286,125      | 240,990      | 527,114      | 45,135       |
| 2017年 | 272,960      | 258,500      | 531,460      | 14,460       |
| 2018年 | 253,584      | 524,447      | 778,031      | -270,863     |
| 2019年 | 292,401      | 596,812      | 889,213      | -304,411     |
| 2020年 | 303,310      | 643,145      | 946,455      | -339,835     |

## 交通

### 航空
两国暂无直航航班。中国公民来往斯洛伐克可经由北京到奥地利維也納的直航就近前往該國，然后乘车到布拉迪斯拉发，车程45分钟左右。

### 铁路
2015年中欧班列开行以来，中国有多趟从营口、大连和西安开往斯洛伐克的国际货运列车，并在乌克兰和斯洛伐克边境城镇多布拉换轨。

## 人文交流

### 艺文
1994年2月，中国与斯洛伐克签署1994-1995年度文化合作计划，同月，中方在斯首都举办“西藏艺术展览”。2008年7月，中国在斯洛伐克举办“感知中国·中欧行”大型文化活动，斯洛伐克在华举办“斯洛伐克电影周”。2015年，中国在斯洛伐克举办纪念中国人民抗日战争暨世界反法西斯战争胜利70周年图片展和“中国电影周”。2016年10月，中捷斯友谊博物馆开馆，斯洛伐克驻华大使馆代办托马斯·菲利克斯等21国的外交使节参加了当天的开馆剪彩仪式。此外，斯洛伐克也有一些学者将中国古典文学作品译成斯洛伐克语。

### 教育
进入21世纪以来，中国加强了与斯洛伐克在教育领域的合作，中文也成为了斯洛伐克较有影响力的外语之一。2007年5月，中国天津大学与布拉提斯拉瓦斯洛伐克工業大學合作创办了布拉迪斯拉发孔子学院，其后，考门斯基大学、斯洛伐克医科大学也创立了孔子学院，以供斯洛伐克学生学习中文。而在中国的北京外国语大学、北京第二外国语学院等高等院校也开设有斯洛伐克语专业。

## 医疗援助
二战期间，有捷克斯洛伐克医生弗·基什（Dr. F. Kisch）参加援华医疗队，贵阳森林公园中刻有医疗队员的名字。
中国发生2019冠状病毒病疫情后，斯洛伐克曾向中国捐助20万美元。而2020年3月斯洛伐克疫情爆发后，中国协助斯洛伐克从中国采购并运回约100吨抗疫物资，包括各类口罩、防护服、检测试剂盒等。2020年4月，中国北京、上海和沧州等城市捐赠的抗疫物资到达布拉迪斯拉发机场，中国驻斯洛伐克大使孙立杰、斯洛伐克总理府办公厅主任亚库布和部分媒体到机场欢迎。

## 外部連結
- 中華人民共和國駐斯洛伐克共和國大使館官方網站（简体中文）（斯洛伐克文）
  - 中華人民共和國駐斯洛伐克共和國大使館經濟商務處官方網站（简体中文）
- 斯洛伐克駐華大使館官方網站（简体中文）（斯洛伐克文）（英文）